# 皇宫镇
皇宫镇，是中华人民共和国新疆维吾尔自治区塔城地区乌苏市下辖的一个乡镇级行政单位。

## 行政区划
皇宫镇下辖以下地区：
泉水沟村、阿克其村、沙枣林村、皇宫村、老庄子村、石桥村、海子湾村、西海子村、盐池村、加拿斯拜村和林家庄子村。